# Estadio Sergio León Chávez
L'Estadio Sergio León Chávez est un stade de football situé à Irapuato au Mexique.
Le stade accueille principalement les matchs du Deportivo Irapuato.

## Histoire
Il est inauguré en 1969 et accueillera des matchs de la Coupe du monde de football de 1986.

## Matchs de coupe du monde
| Date        | Match                        | Affluence |
| ----------- | ---------------------------- | --------- |
| 2 juin 1986 | Union soviétique 6-0 Hongrie | 16 500    |
| 6 juin 1986 | Hongrie 2-0 Canada           | 13 800    |
| 9 juin 1986 | Union soviétique 2-0 Canada  | 14 200    |